# 7TP
7TP — польский лёгкий танк 1930-х годов. Основной танк польской армии времен Второй мировой войны, использовавшийся только во время вторжения в Польшу.

## История
Польский вариант «Виккерса 6-тонного», одного из самых распространённых танков межвоенного периода. Разработан по результатам эксплуатации в польской армии 38 танков «Виккерс», закупленных в августе 1931 года, прототип создан в 1933 году, серийное производство началось на заводе Ursus в Варшаве в 1935 году и прекращено после начала Второй мировой войны в сентябре 1939 года.
21 сентября 1938 года, во время Судетского кризиса, правительство Польши предъявило Чехословакии ультиматум о возвращении Тешинской области. 30 сентября 1938 года Польша направила правительству Чехословакии очередной ультиматум и одновременно с немецкими войсками ввела армейские подразделения в Тешинскую область. Танки 7TP принимали участие в операции.
К началу Второй мировой войны 7TP был наиболее боеспособным польским танком.
К 1 сентября 1939 года танками 7TP были укомплектованы два танковых батальона польской армии: 1-й батальон лёгких танков (из 49 танков) и 2-й батальон лёгких танков (из 49 танков), входившие в состав армии «Пруссы». 4 сентября 1939 года в Учебном центре танковых войск в городе Модлин была сформирована 1-я танковая рота командования обороны Варшавы из 11 танков 7TP. Позднее из танков этого типа была сформирована 2-я танковая рота командования обороны Варшавы, обе роты участвовали в обороне Варшавы.
Танки 7TP участвовали в боевых действиях против немецких войск до 26 сентября 1939 года (17 сентября 1939 года личный состав 2-го батальона лёгких танков перешёл границу с Румынией и был интернирован, 20 сентября 1939 года капитулировал 1-й батальон лёгких танков, 27 сентября 1939 года после капитуляции гарнизона Варшавы несколько танков 7TP стали немецкими трофеями).

## Описание
Танк оснащён 6-цилиндровым дизельным двигателем «Saurer VBLD» австрийского производства, установка которого привела к изменению формы корпуса над моторным отделением.
Коническая пушечная башня однобашенного варианта (с курсовым пулемётом) была разработана шведской фирмой «Bofors». Устанавливаемая на танк шведская 37-мм пушка Bofors wz. 37 производилась по лицензии в Польше. С пушкой использовался курсовой пулемет 7,92-мм Ckm wz.30, или же 2 пулемета в башнях на 7ТР dw.
Также, в сравнении с английским образцом, были внесены изменения в приборы наблюдения: танк был оснащён танковым перископом конструкции капитана Рудольфа Гундлаха.
С 1938 года танки выпускались с прямоугольной нишей в кормовой части башни, которая служила для установки радиостанции N2C.

## Боевое применение
Все танки 7TP принимали участие в боевых действиях при обороне Польши во время немецкого вторжения в Польшу в 1939 году. Большинство из них были приданы двум легким танковым батальонам (1-му и 2-му). Оставшиеся после боев на границе и собранные уже после начала войны танки были собраны в бронетанковом подразделении, сражавшемся при обороне Варшавы.
До 4 сентября в бою танки 7ТР не участвовали, оставаясь резервом командования армии «Прусы». После выхода армии на позиции её задачей было удержать немецкие части на Висле.
С 4 сентября 1-й танковый батальон участвовал в локальных контратаках, прикрывая отступающие части армии «Лодзь», однако после серьезных потерь в битве при Гловачуве и отступлении за Вислу остатки танковых частей были приданы Варшавской бронетанковой моторизированной бригаде, и были полностью разбиты в боях при Томашуве-Любельском 20 сентября.
Немецкие части под командованием Герд фон Рундштета, включающие наиболее подготовленные 1-ю и 4-ю танковые дивизии вышли к Пётркув-Трыбунальскому к 5-6 сентября, с целью войти в брешь армий «Лодзь» и «Краков», где столкнулись с контратакой 19-й пехотной дивизии польской армии, усиленной 2-м танковым батальоном. Контратака была неудачной, и силы польской армии получили приказ отступать за Вислу. Помимо потерянных танков, до 24 машин было оставлено без горючего при отступлении. Остатки батальона 6-го сентября собрались в лесу у Андресполя и затем стали отходить на северо-восток, теряя танки от поломок и атак авиации. Лишь 20 танков дошли до Бреста-над-Бугом, где после ремонта сформирована отдельная танковая рота. 15 и 16-го сентября рота вела бои с немцами у Влодавы и 17 сентября получила приказ идти к румынской границе, но вышли к венгерской. При её пересечении танки были оставлены без топлива и запчастей.
С 8 сентября начата оборона Варшавы. 12 сентября сводный отряд танков 7ТР атаковал немцев в варшавском районе Окенце, 13 и 14 числа некоторые 7ТР использовались в сводных 1-й и 2-й бронетанковых ротах, после 17 сентября практически все 7ТР были уничтожены или брошены экипажами при отступлении. 18 — 27 сентября единицы 7ТР использовались в окруженных частях. Все танки уничтожены или захвачены немцами после боев.
Захваченные танки (около 20) использовались в Французской кампании, после чего были отправлены в Норвегию и в гарнизонные части в Беларуси и Украине
В боях с наступавшей с востока Красной армией польских бронечастей практически не было, все современные танки были использованы на западном направлении в течение первых недель войны. Несколько танков захвачены и использовались для испытаний.

## Оценка
7ТР был стандартным легким танком межвоенного времени, сильно локализованным в производстве. Танк был единственным производимым в Польше, и являлся одним из символов польской армии в довоенное воемя.
По боевым характеристикам он представлял собой несколько улучшенную версию исходного танка Виккерс и был равноценен советскому Т-26. Он превосходил по бронированию и вооружению немецкие Pz.Kpfw. I и Pz.Kpfw. II, особенно за счет шведского 37-мм орудия Bofors. Немецкий Pz.Kpfw. III и чехословацкие LT vz. 38 превосходили 7ТР по бронезащите, маневренности и количеству членов экипажа.
Но даже при таком соотношении качеств 7TP сильно повлиять на ситуацию не мог — к началу войны в строю было всего 110 машин.

## Варианты и модификации
С учётом опытных и предсерийных образцов построено 134 танка, из них 132 серийных.
- 7TP dw. (dwuwieżowy) — первый вариант, двухбашенный танк с пулемётным вооружением[2], вооружён двумя 7,92-мм пулемётами Ckm wz.30 с боекомплектом 6000 патронов. Выпущено 2 прототипа и 22 серийных танка
- 7TP jw. (jednowieżowy) — однобашенный танк с 37-мм орудием Bofors wz. 37, основной вариант, серийное производство начато в 1936 году. Выпущено 110 единиц
- 9TP — опытный вариант, разработанный в 1938 году, сделано 13 опытных образцов
- C7P — бронированный артиллерийский тягач на базе танка 7TP[1]

## Галерея

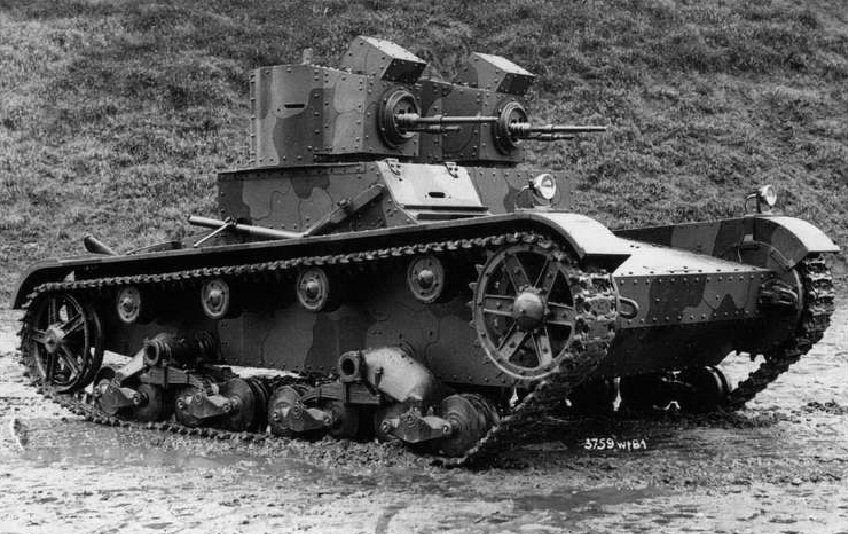
Vickers Mk E
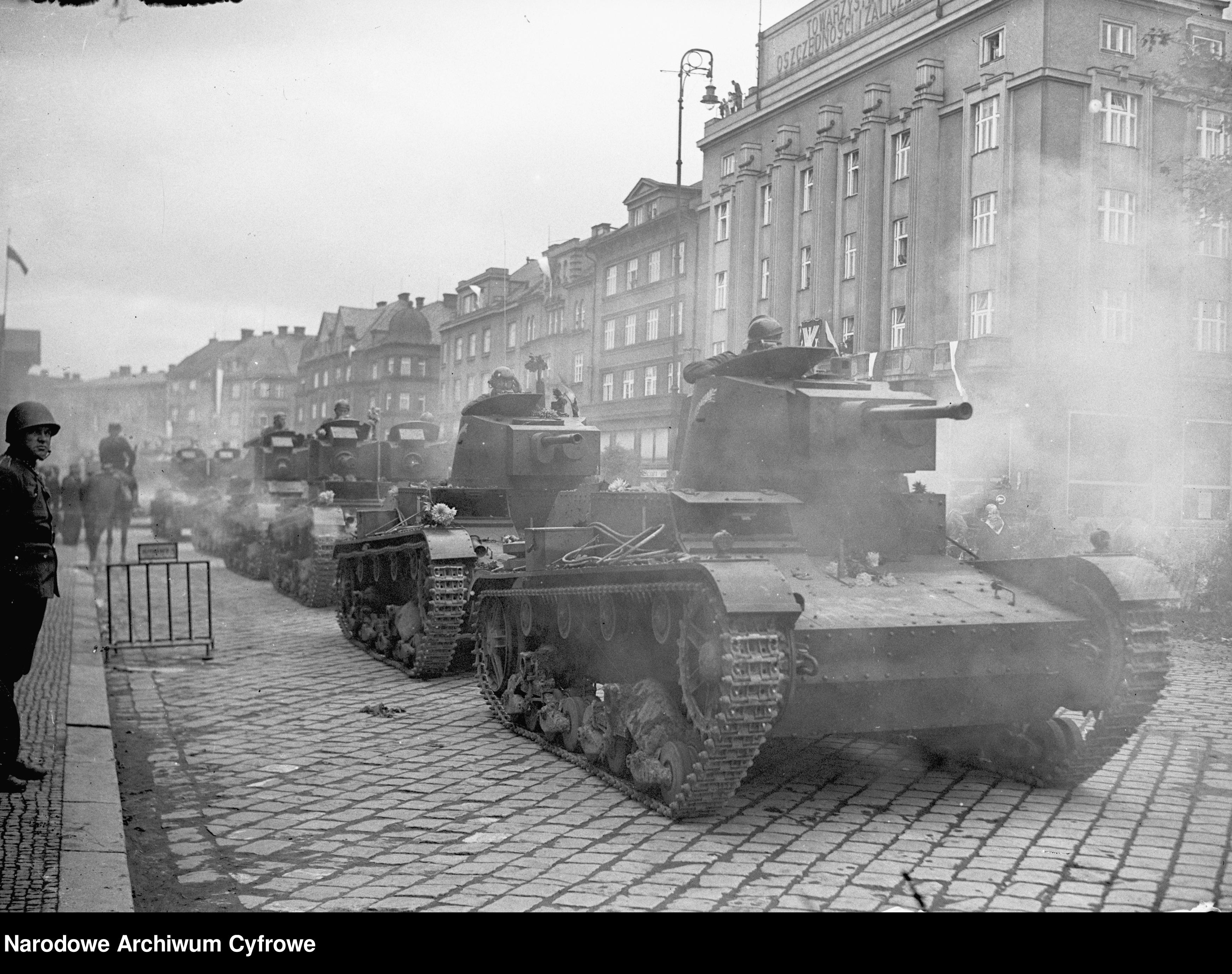
1938 год, в Заользье
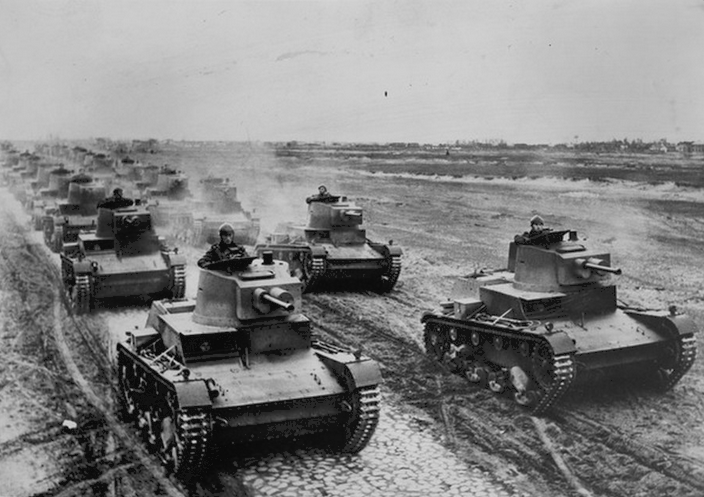
7ТР на довоенном марше